# Fischer Lajos (tanár)
Fischer Lajos (Pusztarádóc, 1836. november 11. – Szombathely, 1908. február 20.) bölcseleti doktor, református főgimnáziumi tanár.

## Élete
Iskoláit Szombathelyen végezte, ahol 1856-ban a papnövendékek közé lépett és 1860. július 31-én áldozópappá szenteltetett. Nevelő volt özvegy Eszterházy György grófné, gróf Festetics Dénes és gróf Bissingen Nándor gyermekei mellett. 1870 őszén Pestre ment a bölcseleti előadásokat hallgatni; 1871. októberben bölcseleti doktorrá avatták föl. Ezután Berlinbe ment, ahol 1872. áprilisig antropológiai tanulmányokkal foglalkozott. 1872-ben a pesti egyetemen az antropológia-, fiziológia- és logikából magántanárrá képesíttetett és 1875-ig az antropológiát adta elő. 1874-ben átlépett a református egyház kebelébe. 1875 őszén Szabadkán választották meg főgimnáziumi tanárnak, ahol 1882-ig a magyar, német és latin nyelvet tanította. Itt állásáról lemondván, 1883-ban a dunántúli református egyházkerület a pápai főgimnáziumhoz a német nyelv tanszékére választotta meg. 1886-ban visszatért a szombathelyi katolikus egyház kebelébe és a szombathelyi püspökmegyében előbb Királyfalván kisegítő segédlelkész volt, majd Oladon plébános.
Munkatársa volt 1868-ban a Füssi Tamás által szerk. Kath. Néplap és Kath. Lelkipásztornak; 1870-72-ben belmunkatársa a Szabad Egyháznak, melyben számos czikke s tárczája jelent meg; 1872. júl. 2-tól a Testvér egyesülvén a Szabad Egyházzal Szabad Sajtó czímen, ennek megszüntéig (1873. márcz. 30.) főmunkatársa s vezérczikkezője volt; 1883-84-ben a Pápai Lapokban jelentek meg egyes közleményei. Programmértekezése: Szükséges-e nekünk magyaroknak a német nyelv tudása. (Pápai ref. gymnasium Értesítője 1884.)

## Munkái
- A pápa és világi uralma. Fehértemplom, 1868.
- Lelki gyakorlatok kézikönyve. Bpest, 1888. (86 elmélkedés a szent Ignácz-féle rendszerben.)

Szerkesztette (Csáky Gyula gróffal) a Testvér c. napilapot 1872. április 20-tól június végeig névtelenül, melynek majdnem minden számában jelent meg politikai cikke; 1876. január 3. alapította s negyedévig szerkesztette a Szabadkai Közlönyt.

## Álneve és jegyei
Halász Lajos, F-r, (y), s és (x+y) a Szabad Egyházban 1870-72.